# دون هاردي
دون هاردي (24 مارس 1926 في المملكة المتحدة - 16 يناير 1998 في المملكة المتحدة) (بالإنجليزية: Don Hardy)‏ هو لاعب كريكت بريطاني (وحمل سابقاً جنسية المملكة المتحدة لبريطانيا العظمى وأيرلندا). لعب مع نادي مقاطعة دورهام للكريكت ‏ والمقاطعات الوطنية للكريكيت الإنجليزي والويلزي ‏.

## وصلات خارجية
- دون هاردي على موقع إي آس بي آن كريك إنفو (الإنجليزية)